# 自由射手

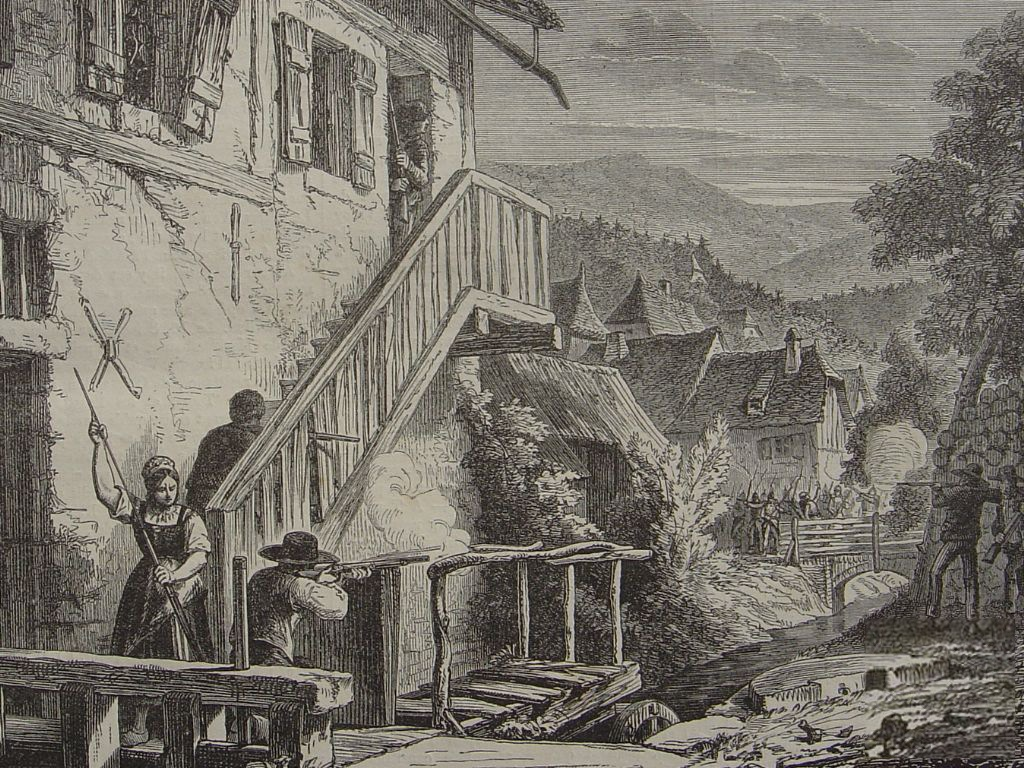
普法戰爭期间孚日省的自由射手，来自1870年《欧洲画报》的版画

自由射手（法語：franc-tireur，發音：[fʁɑ̃ tiʁœʁ] ⓘ；复数为）是法国在普法戰爭初期部署的非正规军事编队。一战和二战期间，该词用于指法国和比利时的游击队。